# تپه آغر بلاغ ۲
تپه آغر بلاغ ۲ مربوط به عصر مفرغ - سده‌های میانه دوران‌های تاریخی پس از اسلام است و در شهرستان بجنورد، بخش مرکزی، دهستان الاداغ، ۱ کیلومتری جنوب روستای اسدلی واقع شده و این اثر در تاریخ ۲۶ اسفند ۱۳۸۷ با شمارهٔ ثبت ۲۶۱۸۸ به‌عنوان یکی از آثار ملی ایران به ثبت رسیده است.